# Râul Valea Grecului, Dâmbovița
Râul Valea Grecului sau Pârâul Cotenești este un curs de apă, afluent al râului Dâmbovița. 